# 공무원연금운영위원회
공무원연금운영위원회는 공무원연금제도 및 기금운용에 관한 중요한 사항을 심의하기 위하여 설치된 대한민국 안전행정부 소속의 행정위원회이다. 위원회 성격은 심의위원회이다.

## 설치 근거
- 공무원연금법 제75조 제1항
- 공무원연금법 시행령 제78조

## 기능
- 공무원연금제도에 관한 사항 심의
- 공무원연금재정 계산에 관한 사항 심의
- 기금운용계획 및 결산에 관한 사항 등 심의

## 구성
- 위원장 : 행정안전부 제1차관 (당연직)
- 위원
  - 당연직(5) : 기획재정부·교육과학기술부·국방부·행정안전부·보건복지가족부 소속 고위공무원
  - 위촉직(13) : 학계 5명, 기타 8명(공무원단체 3, 연금수급자 2, 시민단체 2, 공단 상임이사 1)

## 운영
- 본회의